# Талип спорти
Футбольний клуб «Талип спорти» або просто «Талип спорти» (туркм. Talyp sporty; «Студентський спорт») — туркменський професіональний футбольний клуб із міста Ашгабат. Команда Національного інституту спорту та туризму. Існував в 2007—2014 роках. Кілька сезонів виступав в Чемпіонаті Туркменістану з футболу, на стадіоні «Копетдаг».

## Попередні назви
- 1966: «УОРТ» (Ашгабат)
- 2007: Талип спорти (Ашгабат)

## Історія
Футбольний клуб «Талип спорти» був заснований в Ашгабаті в 2007 році, хоча ще раніше, в 1966 році, в чемпіонаті Туркменістану було створено команду «УОРТ» (Ашгабат), яка представляла Училище Олімпійського Резерву Туркменістану. У сезоні 1994 роки команда вийшла до Першої ліги Туркменістану, а в 1995 році він дебютувала у Вищій лізі Туркменістану.
Хоча формально клуб не був розформований, але на тривалий час він припинив свої виступи. В 2007 році клуб біло повторно засновано, і вже цього ж року він посів 4-те місце в Чемпіонаті Туркменістану, а в 2008 та 2010 роках «Талип спорти» вийшов до півфіналу Кубку Туркменістану. Клуб був прийнятий в колективні члени Федерації футболу Туркменістану в 2010 році. У 2013 році команда зайняла останнє місце в турнірній таблиці. У 2015 році стало відомо, що клуб припинив своє існування.

## Досягнення
- Чемпіонат Туркменістану
  - 4-те місце — 2007

- Кубок Туркменістану
  - 1/2 фіналу — 2008, 2010

## Відомі гравці
- Назар Байрамов
- Юсуп Оразмаммедов
- Гуванч Реджепов

## Відомі тренери
- 2007—2010:  Байрам Дурдиєв

…
- 2014:  Байрам Дурдиєв